# Les Nouvelles Légendes du roi singe
Monkey (en)
Les Nouvelles Légendes du roi singe (The New Legends of Monkey) est une série télévisée australo-néo-zélandaise en vingt épisodes d'environ 26 minutes inspirée de la série Monkey (en), une production japonaise de la fin des années 1970 qui a suscité un culte en Nouvelle-Zélande, en Australie, au Royaume-Uni et en Afrique du Sud. La production japonaise était basée sur le roman chinois du XVIe siècle La Pérégrination vers l'Ouest. La série est une coproduction internationale entre Australian Broadcasting Corporation, TVNZ et Netflix.
La première saison de dix épisodes a été diffusée d'abord en Australie à partir du 28 janvier 2018 sur ABC Me, puis a fait ses débuts dans le reste du monde sur Netflix le 28 avril. Une deuxième saison, d'également dix épisodes, est sortie sur Netflix le 7 août 2020.
La nouvelle série suit un jeune moine, escorté par un groupe de dieux, dans un voyage à travers une terre ancienne et fantastique maintenant gouvernée par des démons maléfiques pour collecter des rouleaux de sagesse perdus.

## Synopsis
Le roi singe Sui Wu Kong a été emprisonné sous une montagne il y a 500 ans par ses ennemis au paradis. 500 ans plus tard, le royaume terrestre est envahi par les démons et les humains sont opprimés par les démons. Les dieux et les immortels sont également cachés ou opprimés par les démons. Un érudit concocte secrètement un plan pour réunir quelques guerriers et un moine, nommé Tripitaka, pour entreprendre une quête pour ressusciter le Roi Singe et trouver les rouleaux célestes qui ont été volés par le Roi Singe il y a 500 ans et cachés secrètement sur terre. Quiconque trouverait les parchemins gagnerait un pouvoir illimité. Cependant, la nuit où le groupe est sur le point de commencer sa quête, un démon attaque la maison de l'érudit et tue tout le monde à l'intérieur, sauf la fille adoptive de l'érudit. Dans ses derniers instants, le savant confie la quête à sa fille. Elle prend l'identité de Tripitaka et s'aventure dans le monde, échappant de peu à la mort elle-même.
Dans une ville, elle donne la charité à un moine et finit par être forcée de travailler pour une propriétaire de taverne, gagnant ainsi un travail et une chambre pour dormir. Quand le même démon qui a tué son père adoptif se présente, elle vole secrètement la couronne magique et s'enfuit. Lorsque les démons commencent à chercher la ville pour elle et la couronne magique, elle est déguisée en moine par le même moine qu'elle a aidé et réussit à sortir de la ville. Dans une ouverture le long du flanc d'une montagne créée par la foudre qui s'est abattue, elle trouve le visage pierreux du Roi Singe et met la couronne sur sa tête. Enfin, le Roi Singe est libre mais il découvre bientôt que la couronne réprime la plupart de ses capacités divines. Les deux hommes retournent en ville et rejoignent Porcy et Sandy, qui sont également des dieux, et les quatre commencent leur quête pour trouver les parchemins perdus et gagner suffisamment de puissance pour renverser tous les démons.

## Distribution

### Acteurs principaux
- Chai Hansen (VF : Alexandre Nguyen) : Roi-Singe (Son Gokū / 孫悟空)
- Luciane Buchanan (VF : Julie Turin) : Tripitaka (Sanzōhōshi / 三 蔵 法師)
- Josh Thomson (en) (VF : Fabrice Lelyon) : Porcy (Cho Hakkai / 猪 八戒)
- Emilie Cocquerel (en) (VF : Linda Delva) (voix chantée) : Sandy (Sa Gojo / 沙 悟浄)

### Acteurs récurrents
- Rachel House (VF : Chantal Baroin) : Monica (saison 1-2)
- Jayden Daniels : Gaxin (saison 1-2)
- Jarred Blakiston (VF : Maxime Baudouin) : Font Demon (saison 1)
- Josh McKenzie (VF : Gilduin Tissier) : Davari (saison 1)
- Jordan Mooney : Raxion (saison 1)
- Daniel Watterson : Shaman (saison 1)
- Bryony Skillington : Princesse Locke (saison 1)
- JJ Fong : Lusio (saison 1)
- Chelsie Preston Crayford (en) (VF : Marie Zidi) : Gwen (saison 1)
- Atticus Iti (VF : Estelle Darazi) : Kaedo Zef (saison 2)
- Michelle Ang : Lord Khan (saison 2)
- Simon Prast (en) : Hagfish (saison 2)